# Verónica Schneider
Verónica Schneider  (Caracas, Venezuela, 1978. december 16. –) venezuelai modell, színésznő.

## Élete és pályafutása
1978. december 16-án született Caracasban. 1998-ban indult a Miss World szépségversenyen. 2002-ben szerepet kapott a Mambo y canela című sorozatban. 2005-ben az Amantes című telenovellában szerepelt. 2011-ben Abril szerepét játszotta a La viuda joven című telenovellában  Mariángel Ruiz, Luis Gerónimo Abreu, Astrid Carolina Herrera, Miguel de León, Luciano D'Alessandro, María Antonieta Duque, Claudio de la Torre  és Beba Rojas mellett.

## Filmográfia
- 2011 La viuda joven  .... Abril Armas
- 2006 Y los declaro marido y mujer  .... Rebeca Ponti
- 2005 Amantes .... Erika Hoffman
- 2004 Besos robados  .... Fernanda Velacochea
- 2003 Engañada .... Marisela Ruiz Montero
- 2002 Mambo y canela .... Wanda